# Нехаевка (Черниговская область)
Нехае́вка (укр. Нехаї́вка) — село в Коропском районе Черниговской области Украины. Население — 1618 человек составляло в 2001 году, по данным 2024 года составляло 889 человек. Занимает площадь 6,104 км².
Код КОАТУУ: 7422285001. Почтовый индекс: 16243. Телефонный код: +380 4656.

## Власть
Орган местного самоуправления — Нехаевский сельский совет. Почтовый адрес: 16243, Черниговская обл., Коропский р-н, с. Нехаевка, ул. Кольцевая, 4.

## Известные уроженцы
- Мисник, Виктор Порфирьевич — российский промышленник, учёный, доктор технических наук, профессор, педагог.